# (34986) 3837 T-3
3837 T-3 (asteroide 34986) é um asteroide da cintura principal. Possui uma excentricidade de 0.05781130 e uma inclinação de 8.36938º.
Este asteroide foi descoberto no dia 16 de outubro de 1977 por Cornelis Johannes van Houten e Ingrid van Houten-Groeneveld e Tom Gehrels em Palomar.